# Trumbull Motor Car

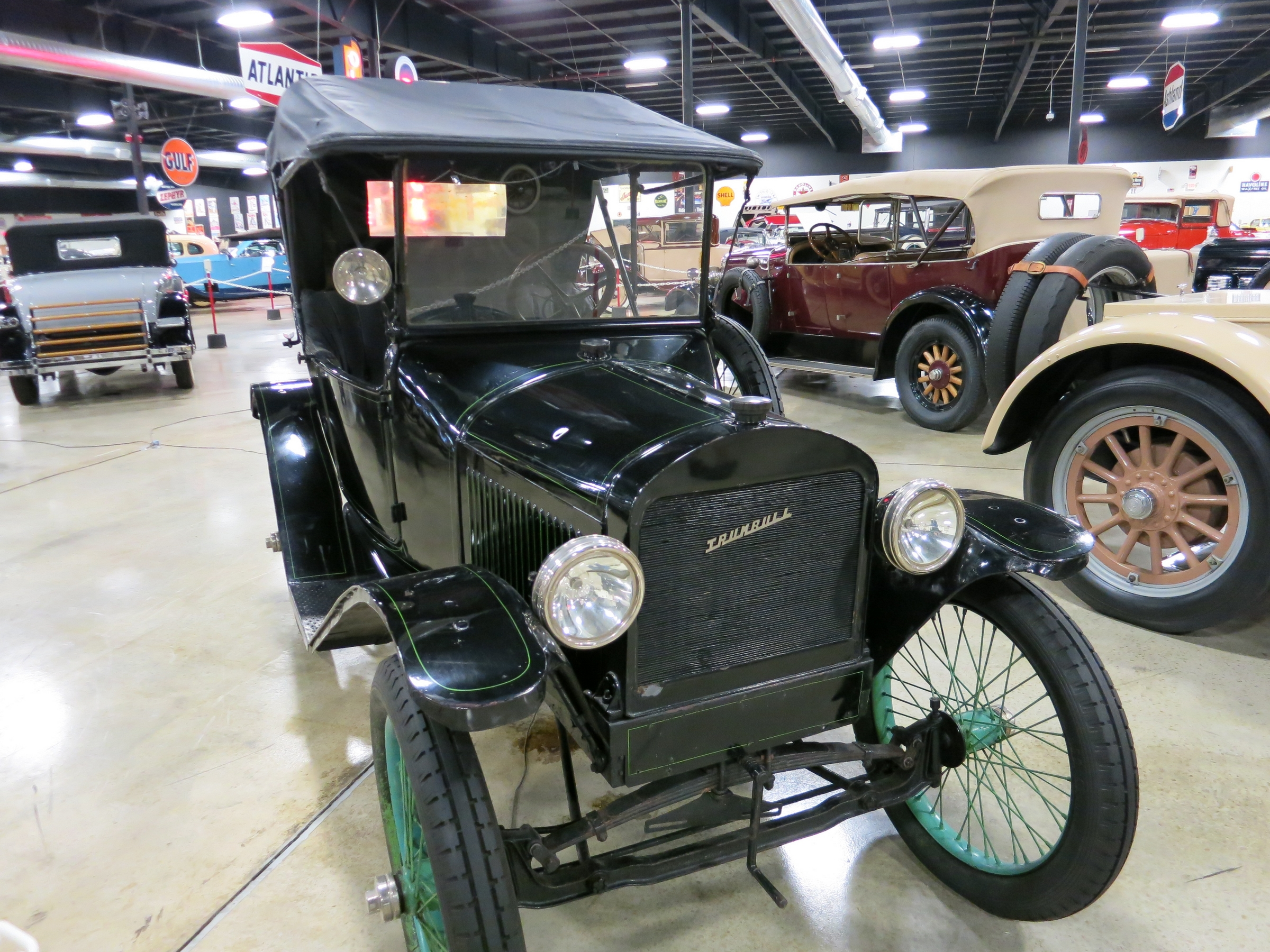
Trumbull von 1915

Die Trumbull Motor Car Company war ein US-amerikanischer Automobilhersteller in Bridgeport (Connecticut).

## Beschreibung
Die Firma wurde 1914 von den Brüdern Alexander H. und Isaac B. Trumbull gegründet und baute bis 1915 Kleinwagen. Die Wagen waren von Harry J. Stoops unter der Ägide der American Cyclecar Company in Detroit (Michigan) konstruiert worden. Im Januar 1914 übernahmen die Trumbull-Brüder die Firma mit der Konstruktion.
Das Fahrzeug wurde zwar als Cyclecar bezeichnet. Allerdings erfüllte es die Kriterien nicht. Der Trumbull war einer der komfortabelsten Wagen dieser Art der Vereinigten Staaten. Sein Fahrgestell besaß 2032 mm Radstand und eine Spurweite von 1118 mm. Er war als zweisitziger Roadster mit Verdeck für US$ 425,– oder zweisitziges Coupé für 600 US-Dollar verfügbar. Angetrieben wurde der Wagen von einem wassergekühlten Vierzylinder-Reihenmotor, der von der Hermann Engineering Company zugeliefert wurde und 14/18 hp (13,2 kW) leistete. 73,025 mm Zylinderbohrung und 101,6 mm Kolbenhub ergaben 1702 cm³ Hubraum. Das Hubraumlimit für Cyclecars lag aber bei 1100 cm³ Hubraum. Über Reibradgetriebe (ab 1915 ein Dreigang-Stirnradgetriebe) und eine Kardanwelle wurde die Motorkraft an die Hinterräder weitergeleitet.
Es entstanden insgesamt etwa 2000 Exemplare, wovon die Hälfte links- und die andere Hälfte rechtsgelenkt waren. Davon wurden etwa 1500 Stück nach Europa und Australien exportiert. Eine andere Quelle gibt an, dass über 2000 Fahrzeuge exportiert wurden.
Isaac Trumbull und 20 seiner Wagen waren am 7. Mai 1915 mit der Lusitania auf dem Weg nach Großbritannien, um einen Vertrag über weitere 300 Fahrzeuge abzuschließen, als das Schiff von der deutschen Marine torpediert wurde. Mit dem Tod Trumbulls stellte auch die Trumbull Motor Car Company ihre Aktivitäten ein.

## Modelle
| Modell   | Bauzeitraum | Zylinder | Leistung         | Radstand | Aufbauten                       |
| -------- | ----------- | -------- | ---------------- | -------- | ------------------------------- |
| Cyclecar | 1914–1915   | 4 Reihe  | 18 bhp (13,2 kW) | 2032 mm  | Roadster 2 Sitze, Coupé 2 Sitze |